# Evropské obranné společenství

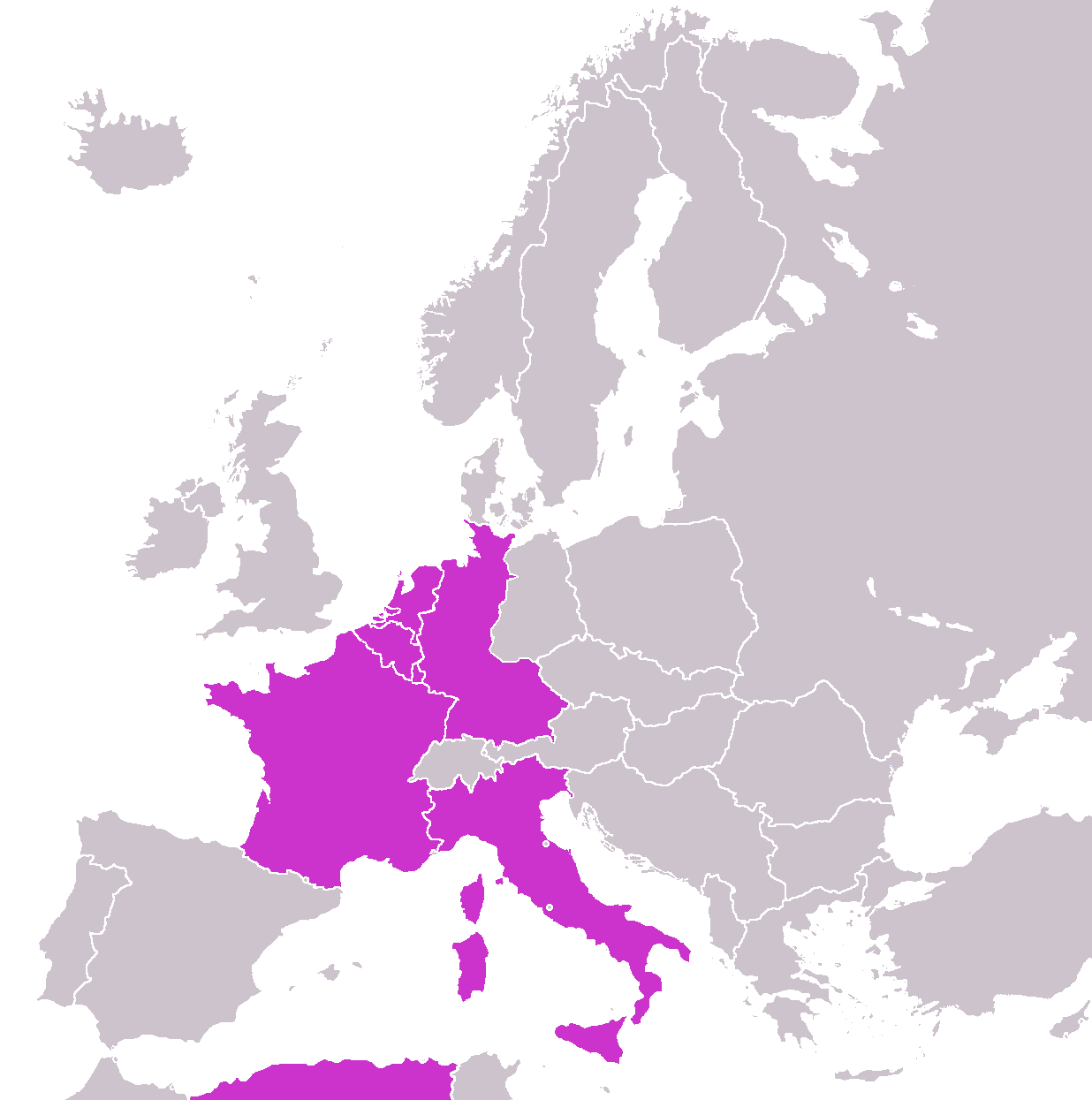
Návrh vojenského paktu Evropského obranného společenství (Plevenův plán)

Evropské obranné společenství (EOS) bylo návrhem vojenského paktu, který v roce 1950 inicioval francouzský předseda vlády René Pleven (tzv. Plevenův plán) v reakci na americké výzvy k znovuvyzbrojení západního Německa. Záměrem bylo vytvoření panevropských obranných sil jako alternativy k navrhovanému přistoupení západního Německa do NATO, znamenající využití vojenského potenciálu západního Německa v případě konfliktu s východním blokem. Evropské obranné společenství mělo zahrnovat západní Německo, Francii, Itálii a země Beneluxu. Smlouva o Evropském obranném společenství byla podepsána 27. května 1952, ale nikdy nevešla v platnost kvůli tomu, francouzský parlament už nikdy nezařadil hlasování o ratifikaci do svého programu.